# 竜ヶ崎ニュータウン
竜ヶ崎ニュータウン（りゅうがさきニュータウン）は茨城県龍ケ崎市にある大規模ニュータウンである。新興住宅地の北竜台（ほくりゅうだい）・龍ヶ岡（りゅうがおか）と工業団地のつくばの里工業団地（-さとこうぎょうだんち）で構成される。

## 概要
開発主体は日本住宅公団（後の住宅・都市整備公団→都市基盤整備公団→都市再生機構）。開発面積は約761ha、計画人口は約70,000人で、龍ケ崎市北部の丘陵地帯に開発された。当初計画では龍ケ崎市、稲敷郡牛久町（現:牛久市）に跨る2,500ha、計画人口約30万人ニュータウンとなる予定であったが、牛久町が農業振興に重点を置いていたことや龍ケ崎市での激しい反対運動により、開発面積1,300ha、計画人口16万人まで縮小。さらに1970年（昭和45年）には龍ケ崎市若柴町から別所町までの360haにまで縮小された。
1973年（昭和48年）には開発区域から除外されていた龍ケ崎市貝原塚町、羽原町、八代町、長峰町の賛成派地主により、340haの龍ヶ岡地区を追加、1982年（昭和57年）にはつくばの里工業団地が追加され、着工。
| 地区名       | 地区名                            | 北竜台               | 龍ヶ岡           |
| ------------ | --------------------------------- | -------------------- | ---------------- |
| 事業手法     | 事業手法                          | 特定土地区画整理事業 | 同左             |
| 開発面積     | 開発面積                          | 326.5ha              | 344.8ha          |
| 計画人口     | 計画人口                          | 38,000人             | 32,000人         |
| 計画戸数     | 計画戸数                          | 9,600戸              | 8,110戸          |
| 土地利用構成 | 住宅                              | 182.2ha（55.8%）     | 183.4ha（53.2%） |
| 土地利用構成 | 公共施設 （道路・公園・緑地等）   | 104.6ha（32.0%）     | 117.7ha（34.1%） |
| 土地利用構成 | 公益施設 （教育・センター施設等） | 31.3ha（9.4%）       | 33.1ha（9.6%）   |
| 土地利用構成 | 誘致施設                          | 8.4ha（2.6%）        | 10.6ha（3.1%）   |

| 地区名       | 地区名         | つくばの里工業団地 |
| ------------ | -------------- | ------------------ |
| 事業手法     | 事業手法       | 工業団地造成事業   |
| 開発面積     | 開発面積       | 89.6ha             |
| 導入工場数   | 導入工場数     | （推計）18〜23戸   |
| 土地利用構成 | 工場用地       | 74.9ha（83.6%）    |
| 土地利用構成 | 団地センター   | 1.0ha（1.1%）      |
| 土地利用構成 | 公園・緑地     | 6.0ha（6.7%）      |
| 土地利用構成 | ユーティリティ | 0.3ha（0.3%）      |
| 土地利用構成 | 道路           | 7.4ha（8.2%）      |

いずれも1981年（昭和56年）現在のデータ。但し、計画人口・戸数は2008年（平成20年）現在のデータ。

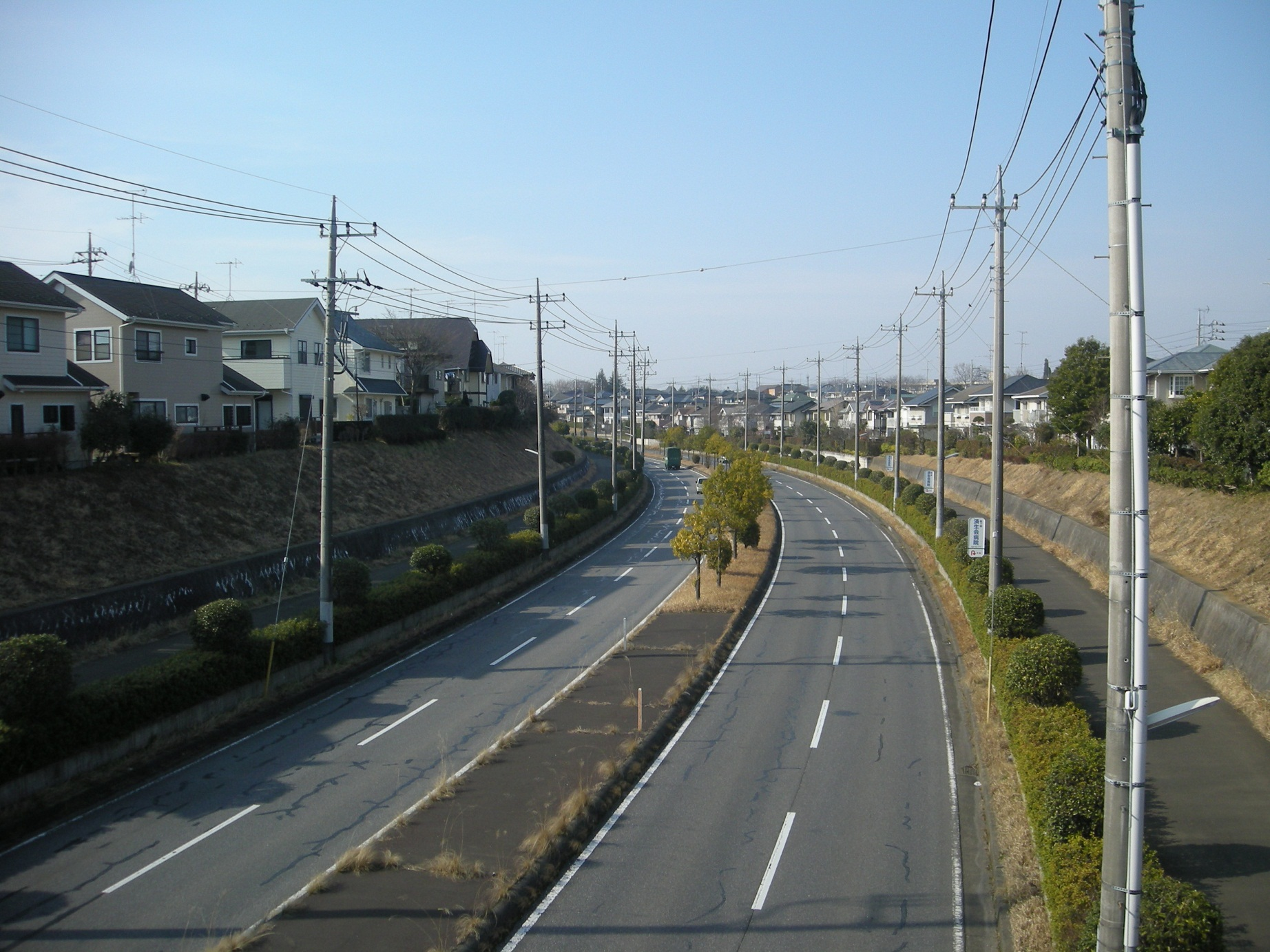
竜ヶ崎ニュータウンの主要幹線道路「茨城県道243号八代庄兵衛新田線」
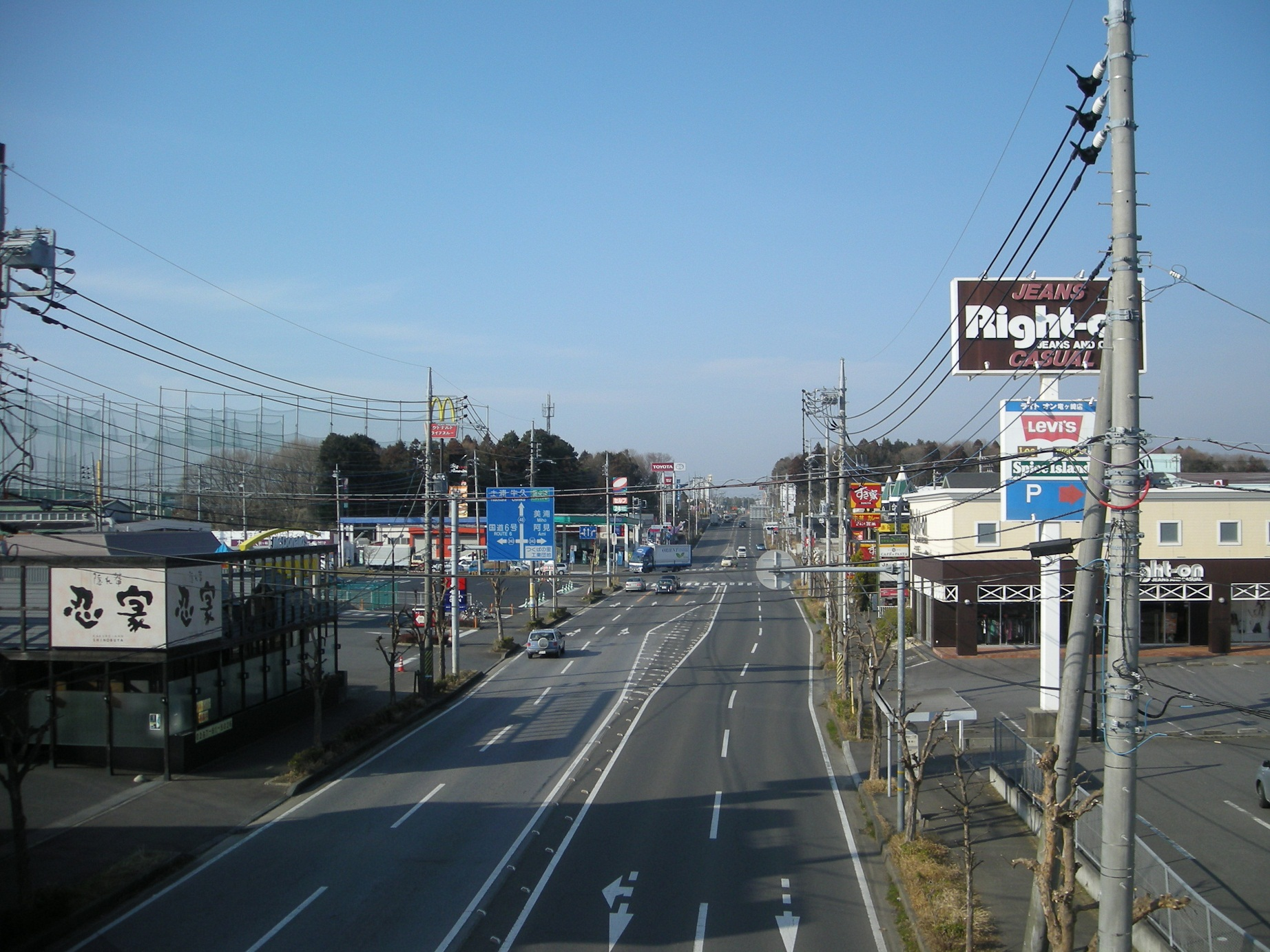
北竜台を縦断する「茨城県道48号土浦竜ヶ崎線」
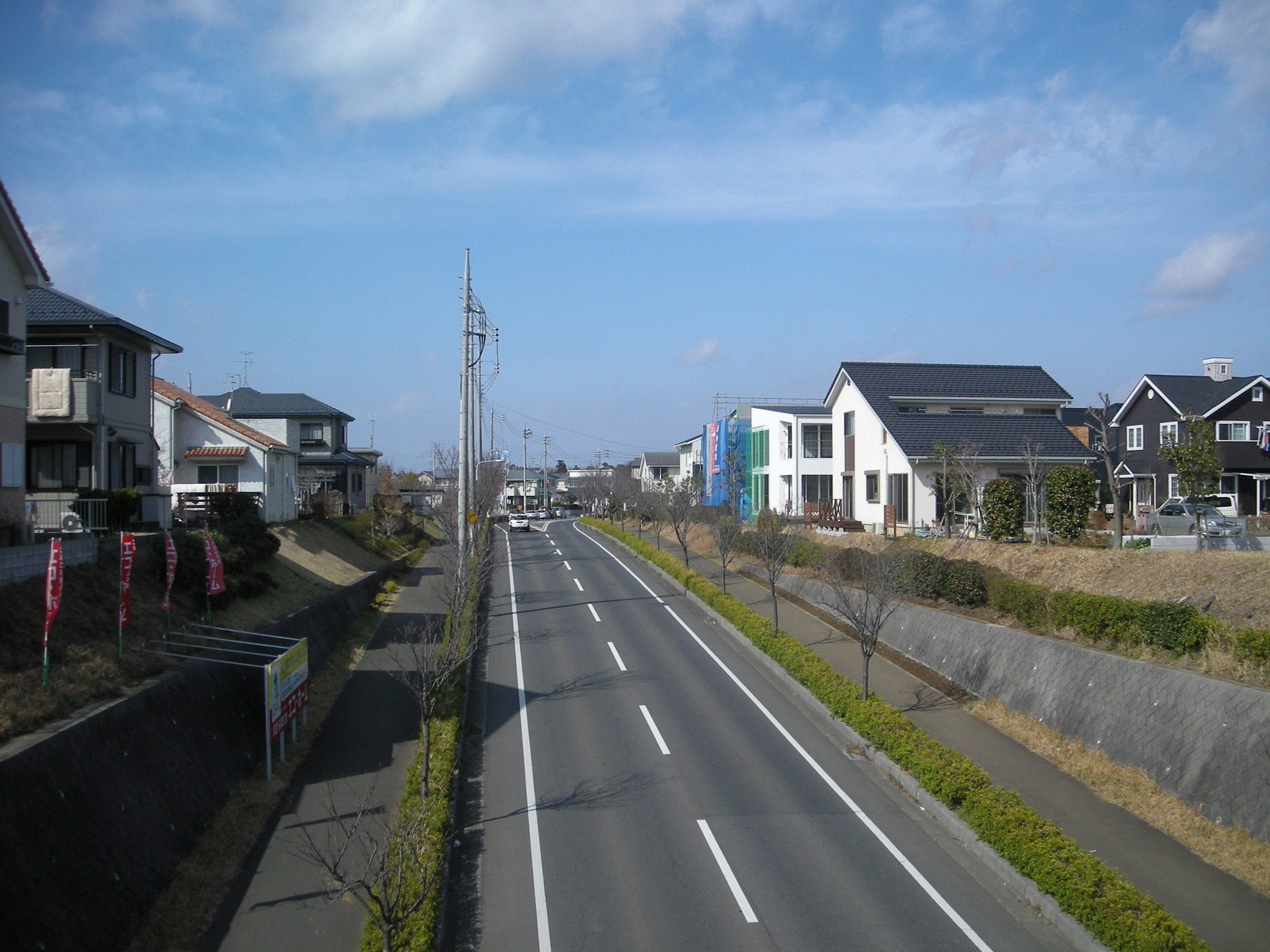
龍ヶ岡を縦断する「茨城県道34号竜ヶ崎阿見線」
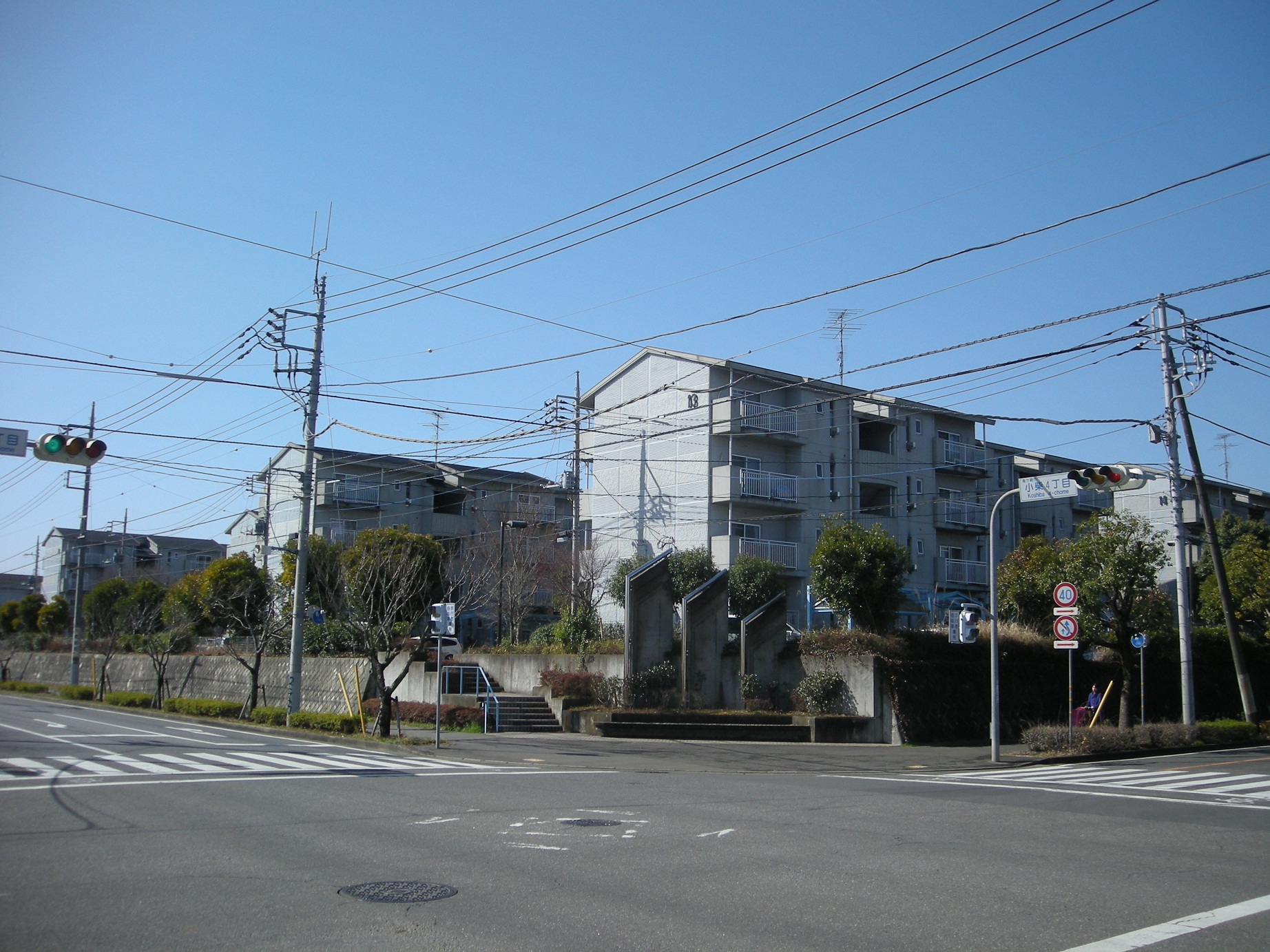
小柴地区の住宅団地
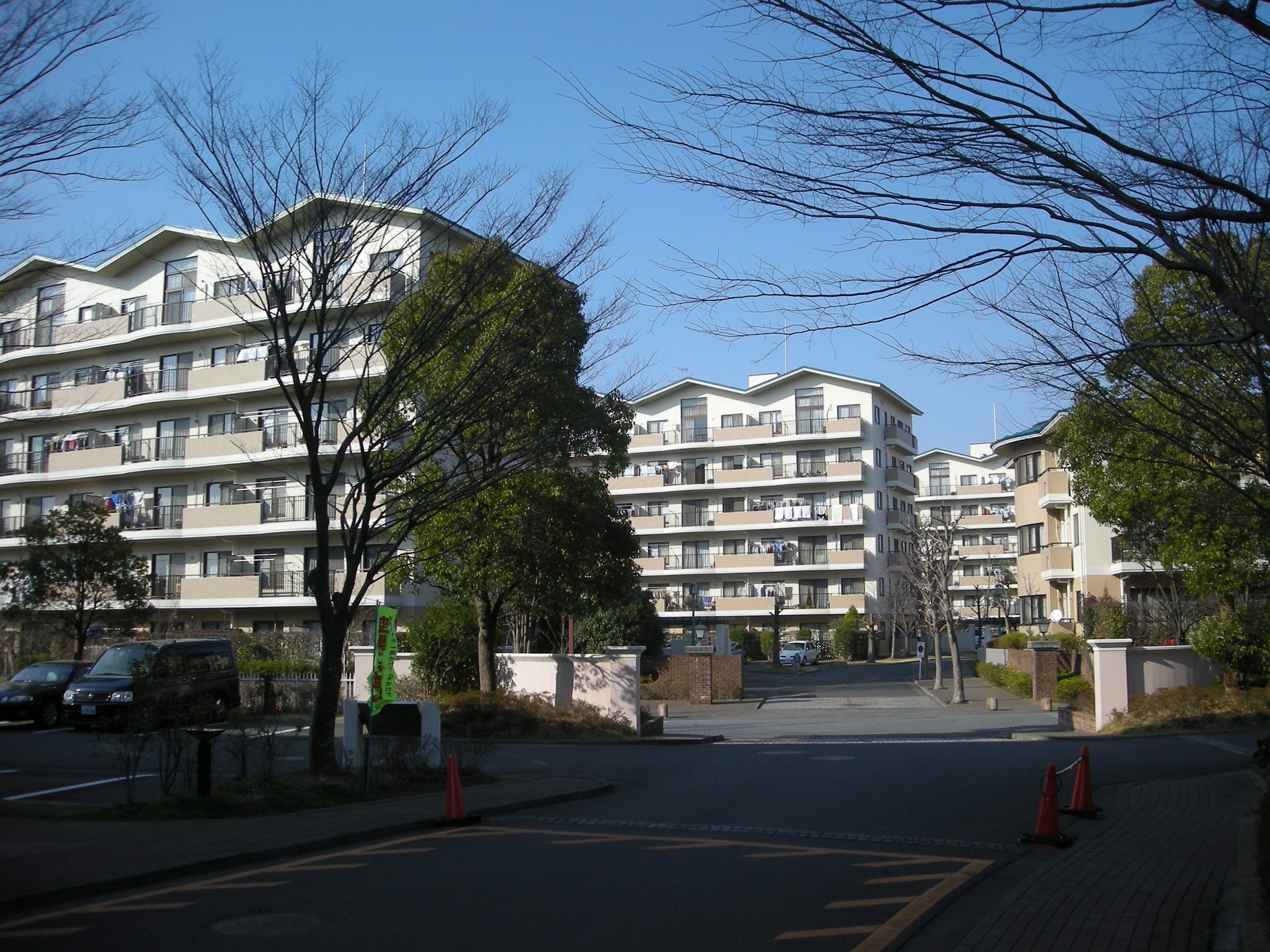
久保台地区のマンション街
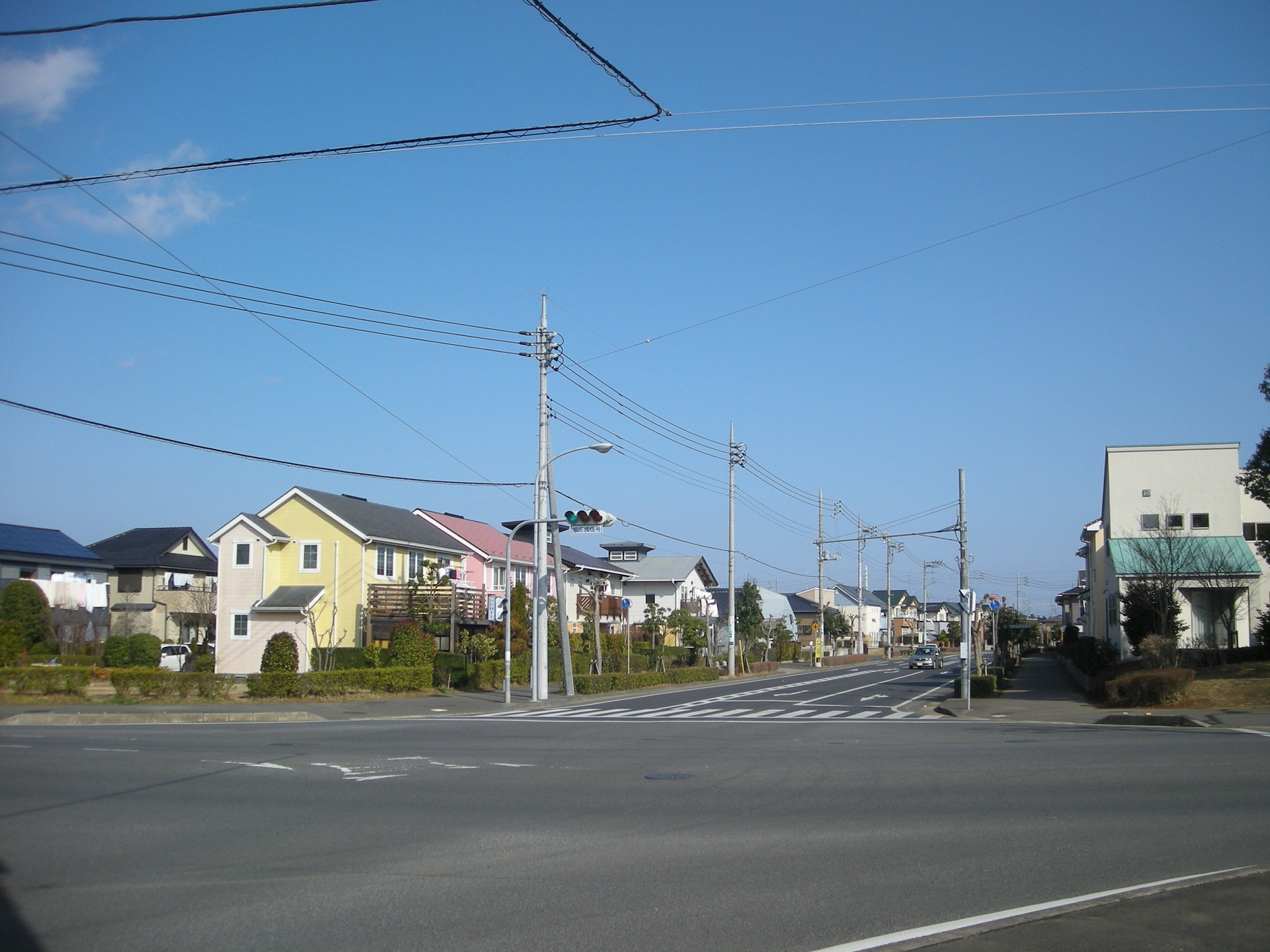
城ノ内地区の住宅街
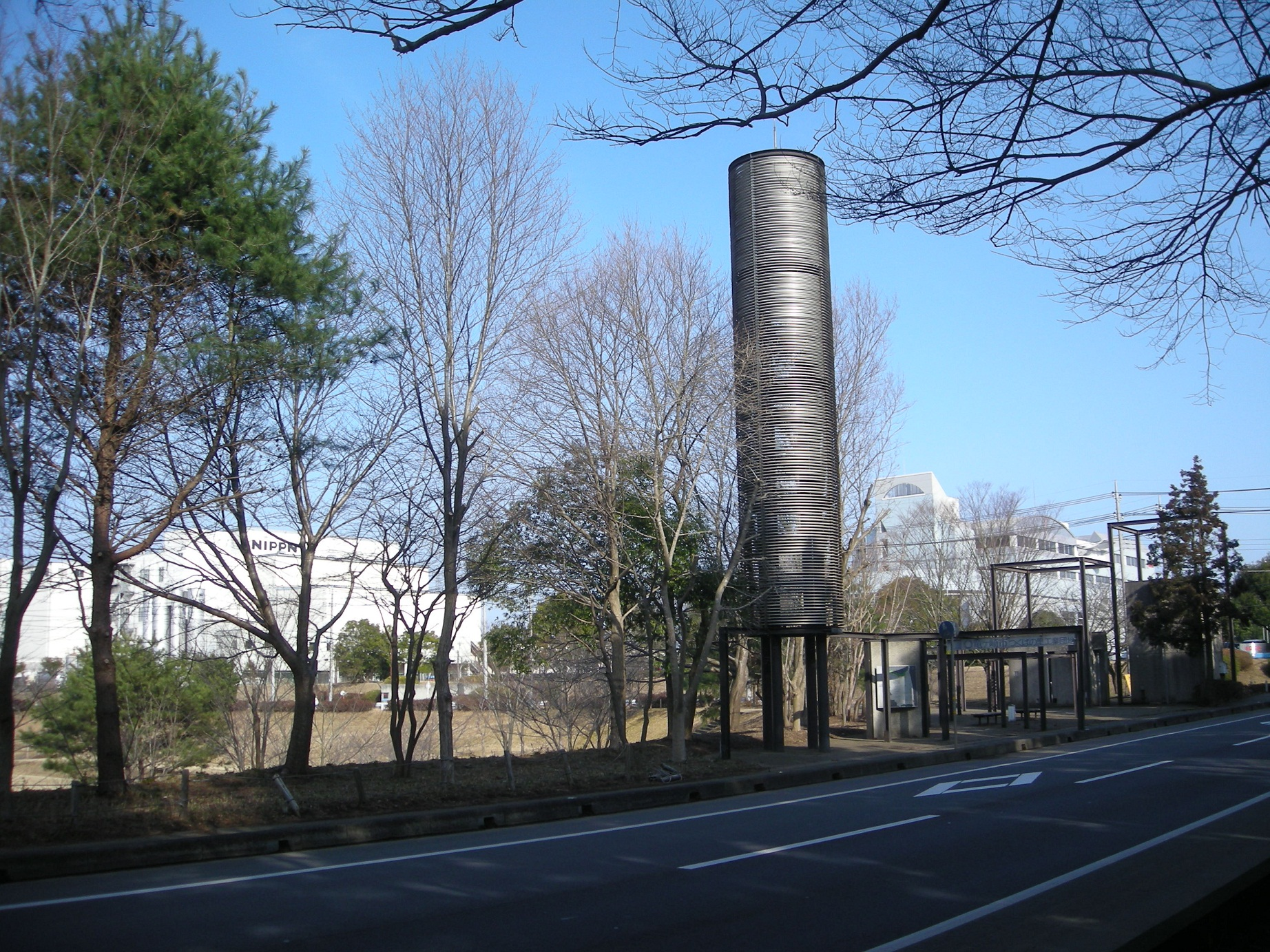
つくばの里工業団地
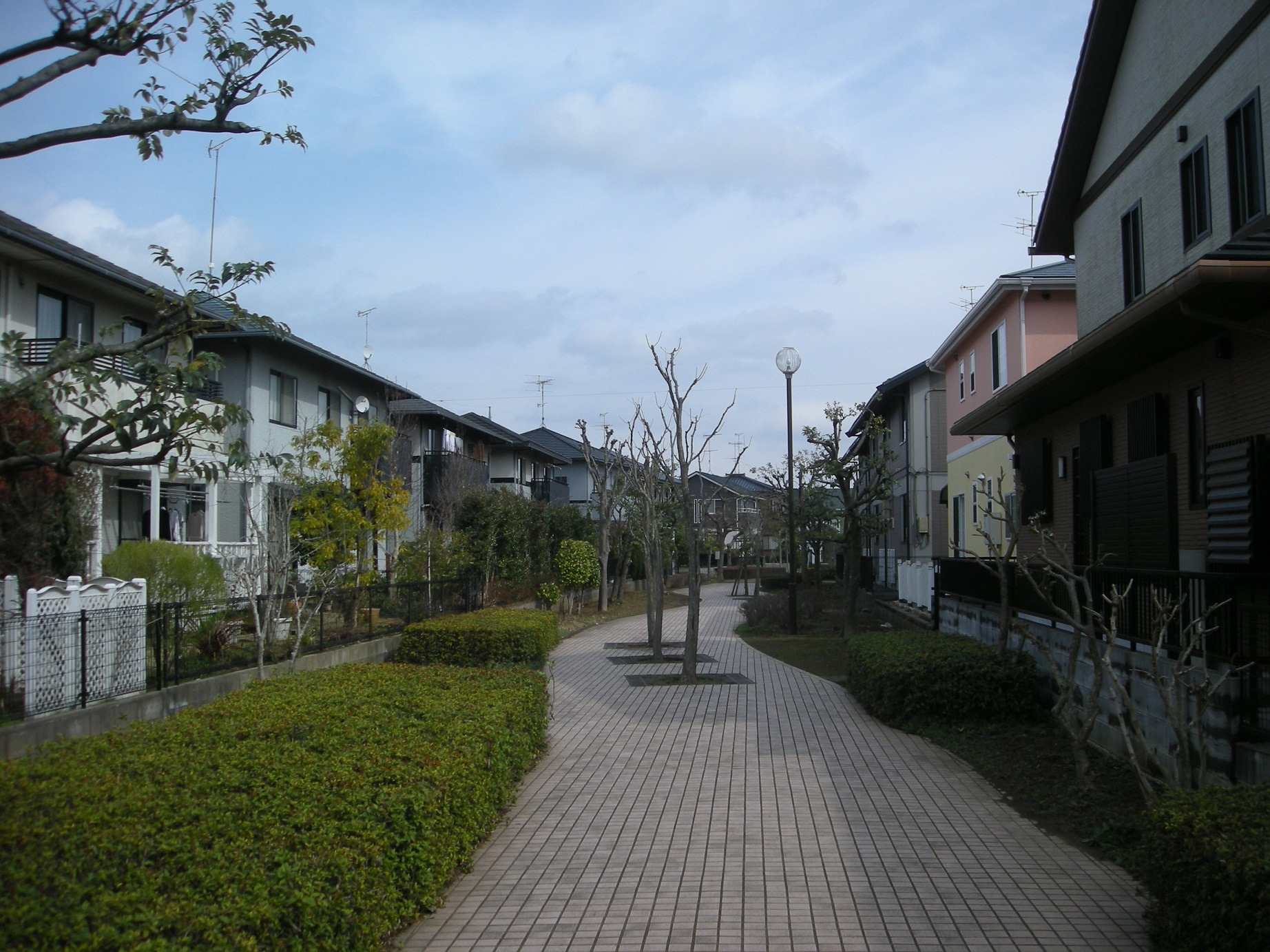
童唄のみち
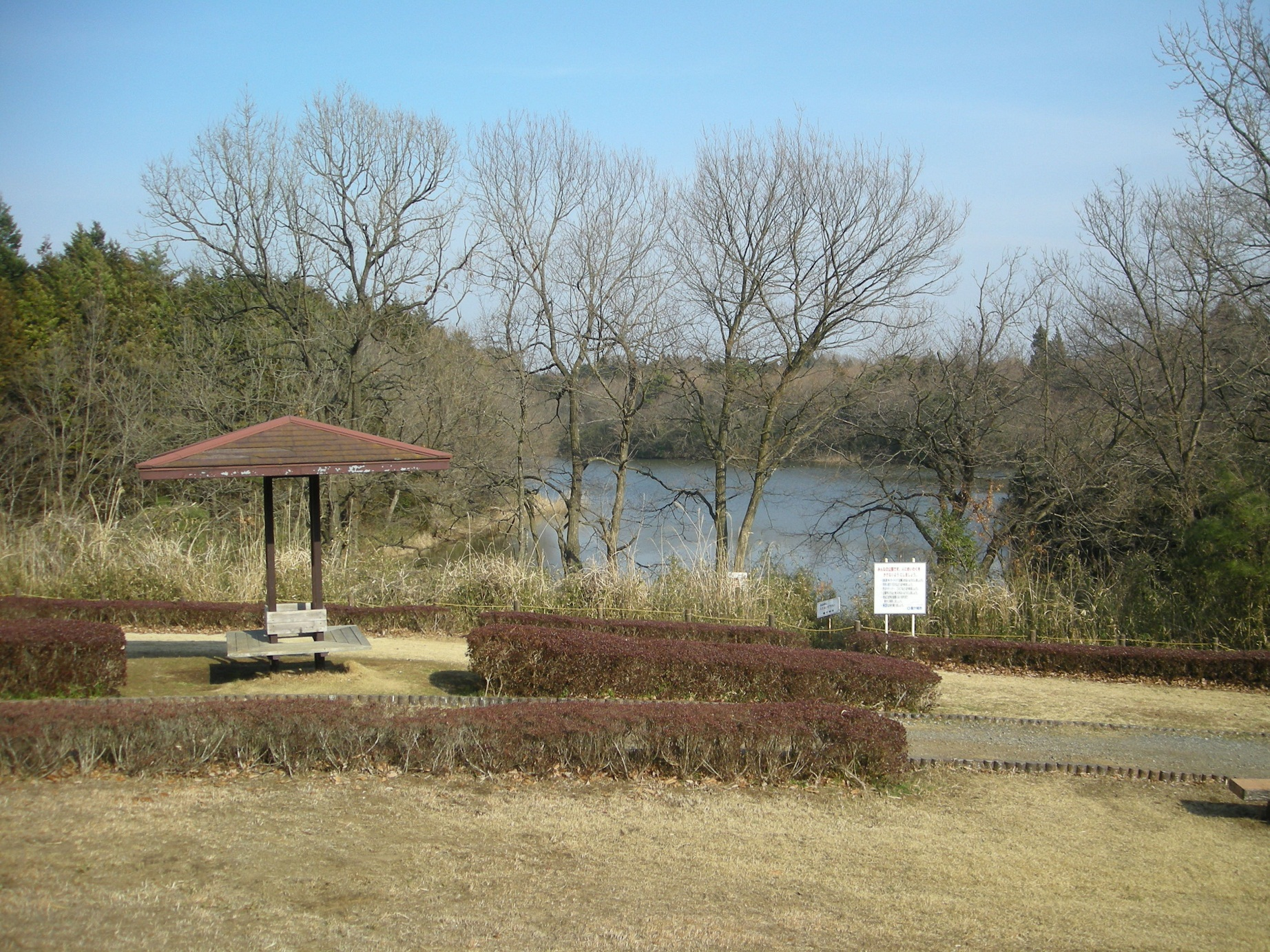
蛇沼
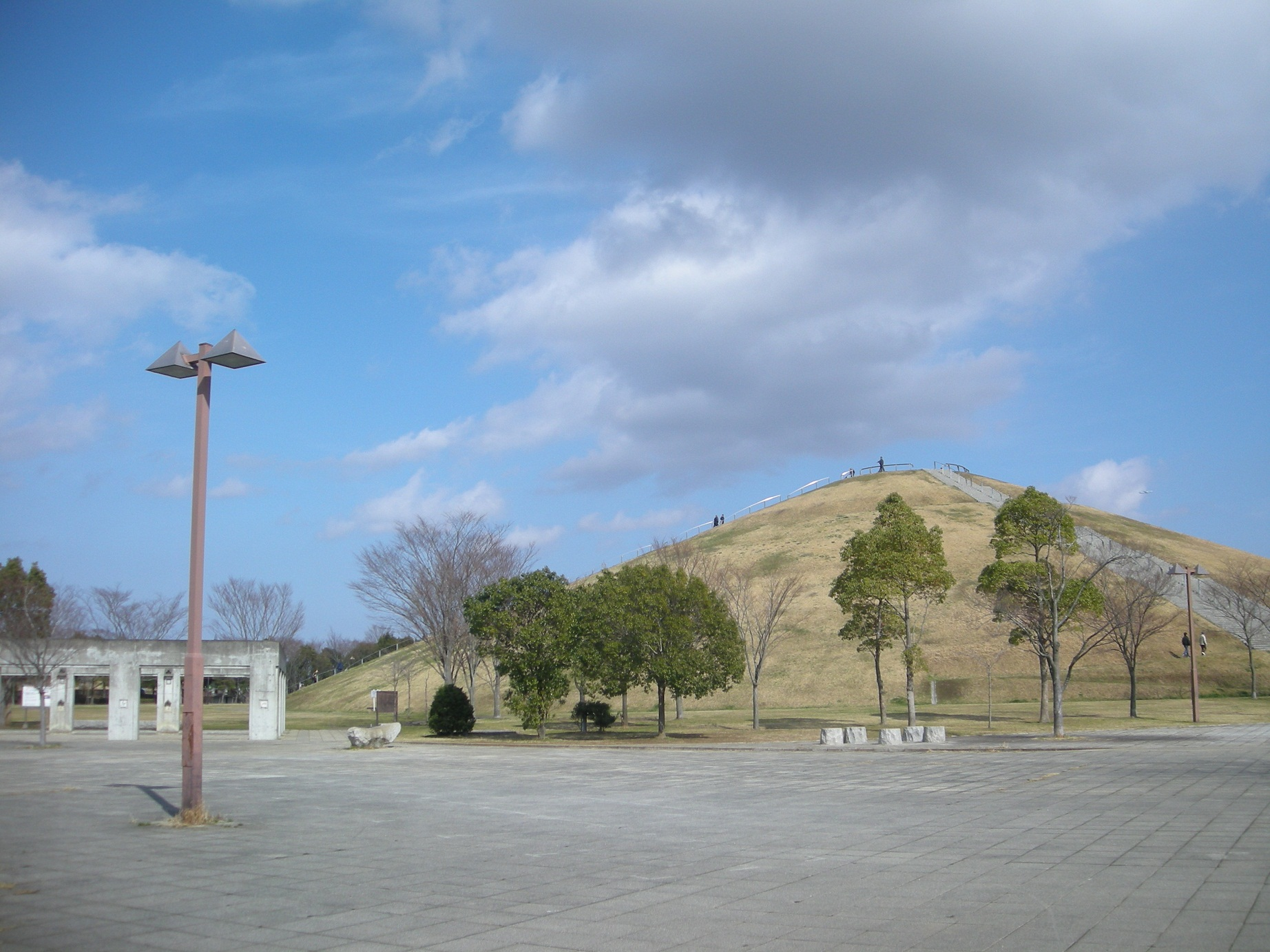
たつのこ山（龍ヶ岡公園）
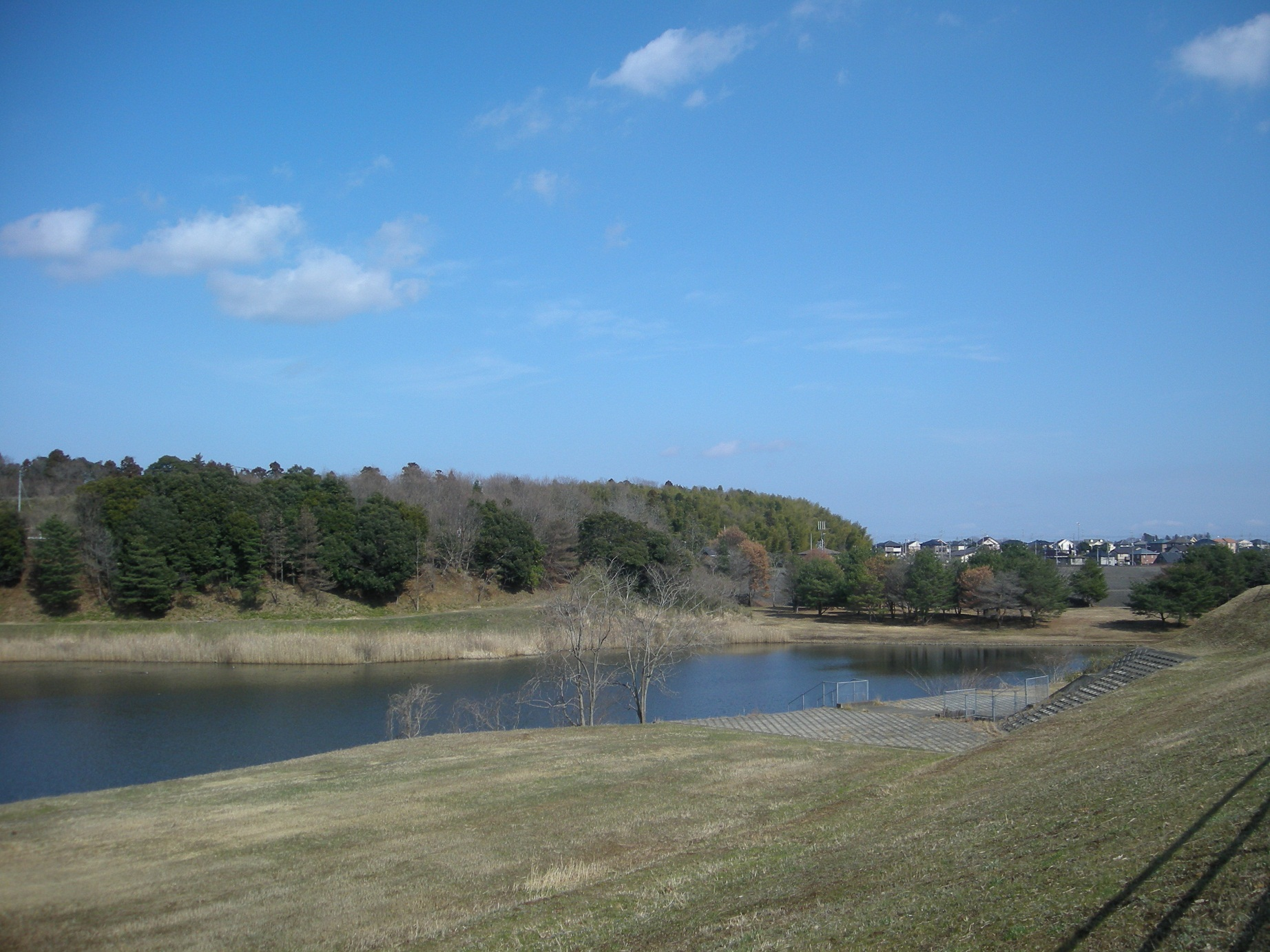
破竹川調節池
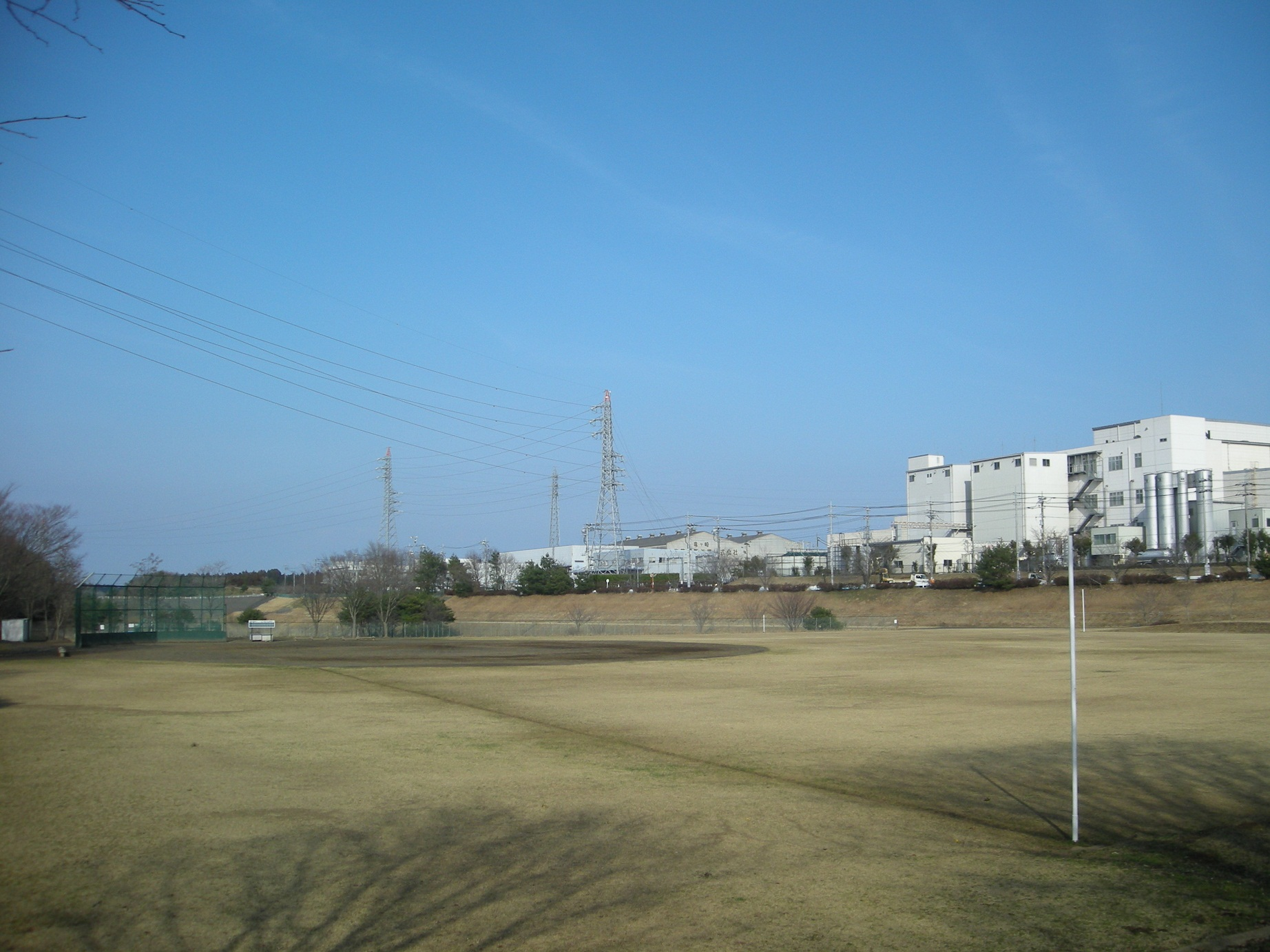
竜ケ崎工業団地運動公園
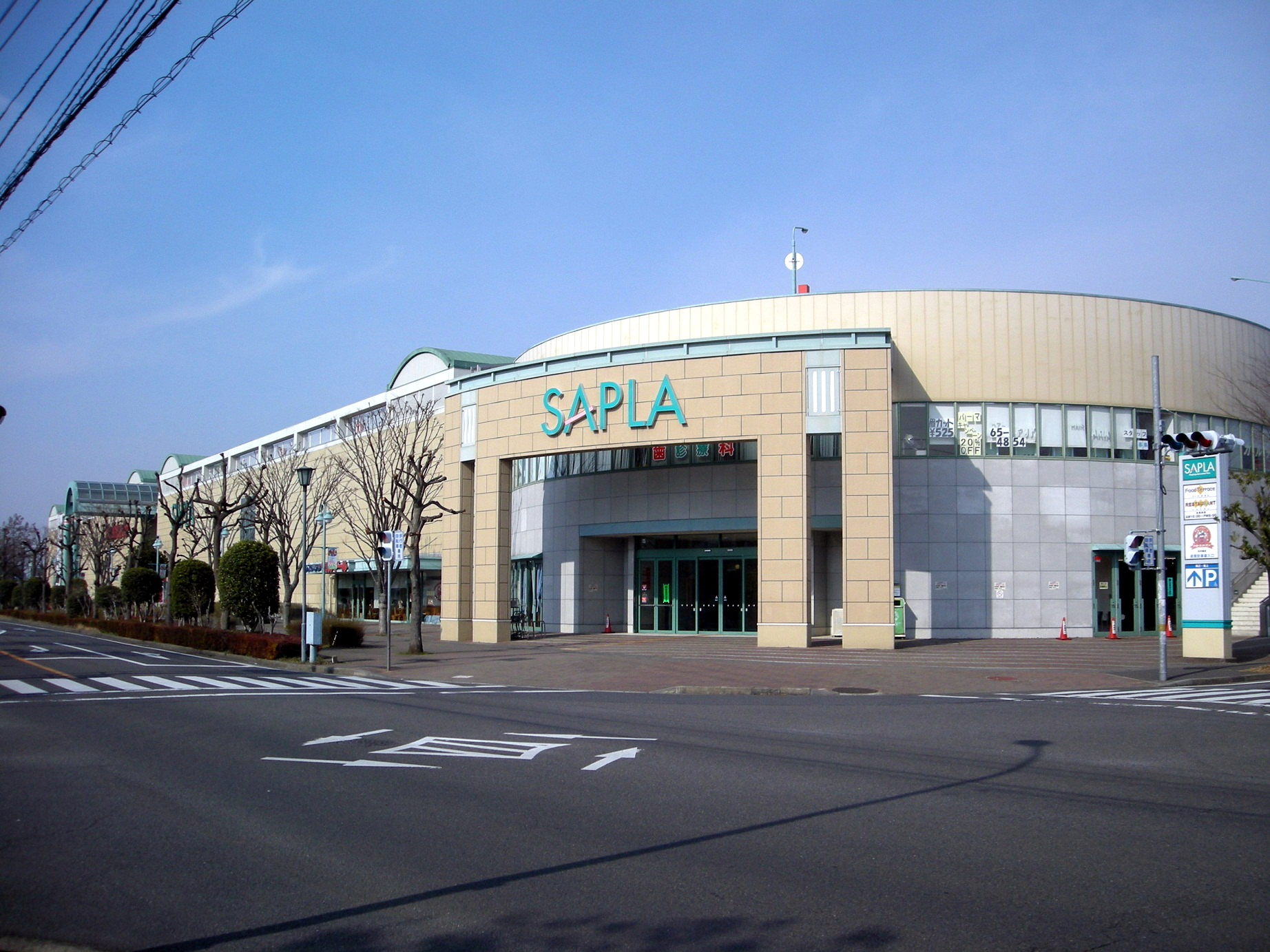
ショッピングセンターサプラ（核テナント：イトーヨーカドー）
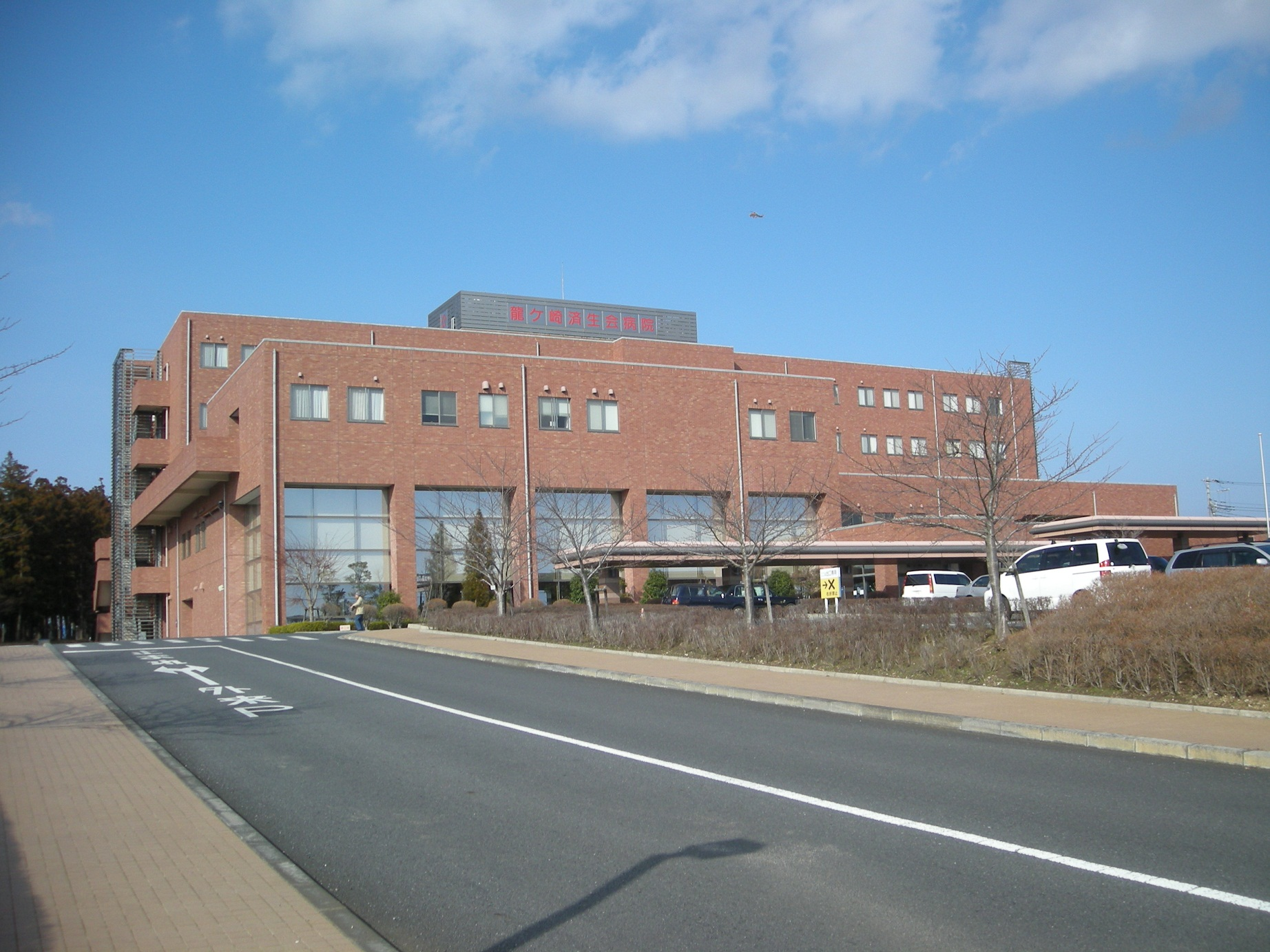
龍ケ崎済生会病院

## 沿革
東京都区部の地価上昇に伴い、地価の安い周辺郊外では住宅地の開発が盛んに行われるようになるが、民間の乱開発によるスプロール化が社会問題となっていた。このような乱開発を防ぎ居住環境の良好な住宅地を形成するため、周辺郊外には複数のニュータウンが計画され、当ニュータウンもその1つとして1977年（昭和52年）10月に開発が始まり、1981年（昭和56年）に入居を開始した。
当初は開発面積2,500ha、計画人口約300,000人の大規模な開発計画であった。しかし、稲敷郡牛久町（現:牛久市）が農業振興に重点を置いたために計画区域から外れたほか、龍ケ崎市においても野山・農地・丘陵地帯を切り崩す工事方法であることから地元地権者から反対を受け、用地買収が計画通りに進まなかった。そのため計画内容を大幅に縮小し、一時は当初計画の7分の1の360haにまで縮小された。その後、ニュータウン計画賛成地主によって龍ヶ岡が計画区域に追加され、新興住宅地を「北竜台」・「龍ヶ岡」と東西2つに分離し、この2つの地区のさらに東側に「つくばの里工業団地」を開発することとし、計画人口も当初の300,000人を大きく下回ることとなった。
分譲開始後のバブル経済期は東京都区部の地価価格が更に高騰した影響も相まって、安価な分譲価格・落ち着いた自然環境・近未来的な町並みの整備・教育環境の充実、などの点から入居住民が急増した（龍ケ崎市の人口増加の要因ともなった）。
一方、大型商業施設の出店や総合病院などの公共施設の設置は鈍く、住宅以外の商業・公共施設が極端に少ないという状況が長く続いた。しかし、1999年（平成11年）3月4日に大型商業施設のショッピングセンターサプラ（核テナント：イトーヨーカドー）がオープンし、これを皮切りに、2002年（平成14年）にはホームセンターのケーヨーデイツー、2003年（平成15年）にはトイザらス・ケーズデンキ・WonderGOOが入居する複合型商業施設がそれぞれ隣接地にオープンした。これらは総称して「北竜台ショッピングセンター」と呼ばれ、龍ケ崎市を代表する商業エリアへと発展した。また総合病院の龍ケ崎済生会病院、総合運動公園のたつのこアリーナが2002年（平成14年）にそれぞれ開業し、都市基盤が急速に整備された。
近年は、都心回帰等の影響により以前より人口増加が鈍化しているものの、現在でも龍ヶ岡を中心に人口の増加が続いている。

## 各地区の特色

### 北竜台
北竜台は当ニュータウンの西部に位置し、長山・松葉・小柴・平台・中根台・久保台地区で構成される。各地区を結ぶ遊歩道として歳時記のみち・童唄のみち等があり、通学路としても利用される。当ニュータウンを横断する県道243号線沿いには、イトーヨーカドーをはじめとしたロードサイド店舗が建ち並ぶ。また、中根台地区と久保台地区の間を県道48号が縦断しており、首都圏中央連絡自動車道（圏央道）牛久阿見ICや筑波研究学園都市、千葉方面へアクセスする。
長山
北竜台の北西に位置し、1丁目〜8丁目まである。4丁目には県営団地が建ち並び、その他は戸建住宅が中心である。北側には路線バスの折返所があり、龍ケ崎市駅方面へ向かう路線バスの始発地区でもある。憩いの場として、東側に蛇沼を一望できる蛇沼公園、南側にテニスコートを併設した若柴公園がある。教育・公共施設としては長山小学校・長山中学校・長山コミュニティセンター・長山郵便局がある。
松葉
北竜台の西に位置し、1丁目〜6丁目まである。当ニュータウンの中でも、最初期に開発・分譲された地区である。戸建住宅が中心で、2丁目は比較的新しい住宅が建ち並ぶ。東側には旧来からの自然を活用した遊歩道があり、当地区と蛇沼・北竜台公園を結んでいる。教育・公共施設としては松葉小学校・松葉コミュニティセンターがある。
小柴
北竜台の中央に位置し、1丁目〜5丁目まである。公団分譲の団地や県営団地が建ち並び、戸建住宅は少ない。龍ケ崎市駅方面の路線バスは全路線とも当地区を経由するため、路線バスの利便性が高い。北側にはイトーヨーカドーをはじめとした北竜台ショッピングセンターがあり、当ニュータウンの中でも最も活気のある地区である。また東側には自然の起伏を生かした北竜台公園があり、野球場・サッカー場を併設する。遊歩道もあり、北西に位置する蛇沼とも繋がる。
平台
北竜台の南に位置し、1丁目〜5丁目まである。戸建住宅が中心である。当地区とその周辺は高低差があるため、周囲に広がる田園地帯を望むことが出来る。東側に地形を生かした横田川運動公園（馴馬調節池）、西側に大正堀川調節池がある。教育・公共施設としては馴馬台小学校・馴馬台コミュニティセンターがある。
中根台
北竜台の東に位置し、1丁目〜5丁目まである。戸建住宅が中心である。県道243号沿いにはランドローム（スーパーマーケット）・スポーツ用品店・衣料専門店等が、県道48号沿いにはゲオ（レンタルビデオ）・カーディーラー等のロードサイド店舗が建ち並ぶ。教育・公共施設としては中根台中学校・中根台郵便局がある。
久保台
北竜台の北東に位置し、1丁目〜4丁目まである。4丁目は民間が分譲したマンションが建ち並び、その他は戸建住宅が中心である。北側には路線バスの折返所があり、龍ケ崎市駅方面へ向かう路線バスの始発地区でもある。県道243号沿いには携帯電話販売店・飲食店・衣料専門店等のロードサイド店舗が建ち並ぶ。南側に行部内公園があり、その西側にはサッカー場を併設した羽原川調節池がある。教育・公共施設としては久保台小学校・久保台コミュニティセンターがある。

### 龍ヶ岡
龍ヶ岡は北竜台の東隣に位置し、藤ヶ丘・城ノ内・中里・松ヶ丘・白羽地区で構成される。龍ケ崎済生会病院や総合運動公園が立地する。県道243号線沿いにはロードサイド店舗が建ち並ぶ。また、県道34号が縦断しており、首都圏中央連絡自動車道（圏央道）阿見東ICやあみプレミアム・アウトレット方面へアクセスする。将来的に、現在整備中の県道68号美浦栄線バイパスと接続する予定である。
藤ヶ丘
龍ヶ岡の北西に位置し、1丁目〜7丁目まである。戸建住宅が中心である。ニュータウン開発以前からある八原地区と一部隣接している。県道243号線沿いにはカスミ・ドラッグストア・アミューズメント施設・飲食店等が建ち並び、龍ヶ岡の商業集積地区となっている。南側にはグラウンドを併設した貝原塚西公園がある。教育・公共施設としては八原小学校・八原コミュニティセンター・藤ヶ丘郵便局がある。
城ノ内
龍ヶ岡の南西に位置し、1丁目〜5丁目まである。戸建住宅が中心で、比較的新しい住宅が建ち並ぶ。一部はコミュニティ単位で開発された住宅地となっており、電線地中化やクルドサック・小ループ道路等の整備により一体感のある住宅地となっている。北東部は既存の自然と調和した破竹川調節池として整備されている。教育施設としては城ノ内小学校・城ノ内中学校がある。
中里
龍ヶ岡の中央部に位置し、1丁目〜3丁目まである。3丁目以外に現在住宅はなく、北側に龍ケ崎済生会病院やカワチがある。南側には龍ヶ岡公園があり、園内には市内最高峰のたつのこ山（人工山）がある。簡易ステージ等もありイベント会場として利用されることもある。当公園の東側には総合運動公園の一部、たつのこアリーナ（体育館・プール）とたつのこフィールド（流通経済大学龍ケ崎フィールド、競技場）がある。たつのこアリーナの前には、龍ケ崎市駅方面へ向かう路線バスの始発停留所がある。公共施設としてはさんさん館・たつのこ交番がある。さんさん館には市役所東部出張所・子育て支援センターが入居する。
松ヶ丘
龍ヶ岡の北東に位置し、1丁目〜4丁目まである。戸建住宅が中心で、近年建設された住宅が多い。県道243号線沿いにはランドローム・飲食店等が、県道34号線沿いにはゲオ・衣料専門店がある。南側には総合運動公園の一部であるたつのこスタジアム（TOKIWAスタジアム龍ケ崎、野球場）や貝原塚東公園がある。
白羽
龍ヶ岡の南東に位置し、1丁目〜4丁目まである。当ニュータウンの中でも最後に開発され、現在でも特に人口が増加している地区である。戸建住宅が中心で近年建設された住宅が建ち並ぶ。西側には路線バスの折返所があり、龍ケ崎市駅方面へ向かう路線バスの始発地区でもある。北側は準工業地域となっており、企業の誘致が進められている。中央部にグラウンドが併設された長峰西公園、東側に長峰東公園がある。長峰東公園には遊歩道が設けられており、南部に広がる田園地帯を一望できる。公共施設として、城ノ内地区との境界付近に城ノ内コミュニティセンターがある。

### つくばの里工業団地
つくばの里工業団地は龍ヶ岡の東隣に位置する。向陽台1丁目〜5丁目で構成され、西側に竜ケ崎工業団地運動公園が整備されている。主な立地企業は以下の通り。
五十音順で表示
- IDEC
- カガミクリスタル
- クボタ
- 積水メディカル
- 星光PMC
- ニイタカ
- 日本板硝子
- ニップン
- 日立製作所
- プライムデリカ

隣接する板橋町には大和ハウス工業やオカモト等の企業もあるが、当工業団地には含まれない。
現在、北側のエリアへ当工業団地の拡張が計画されている。

## 交通

### 鉄道
東京都心へのアクセスには龍ケ崎市駅から常磐線を利用する。
東日本旅客鉄道（JR東日本）
- 普通列車（取手〜上野間快速）

龍ケ崎市〜北千住：最速36分　龍ケ崎市〜上野：最速47分
- 特別快速

龍ケ崎市〜上野：39分（日中の時間帯のみ運行）
- 特急ときわ

龍ケ崎市〜上野：最速32分（特急料金が別途必要）

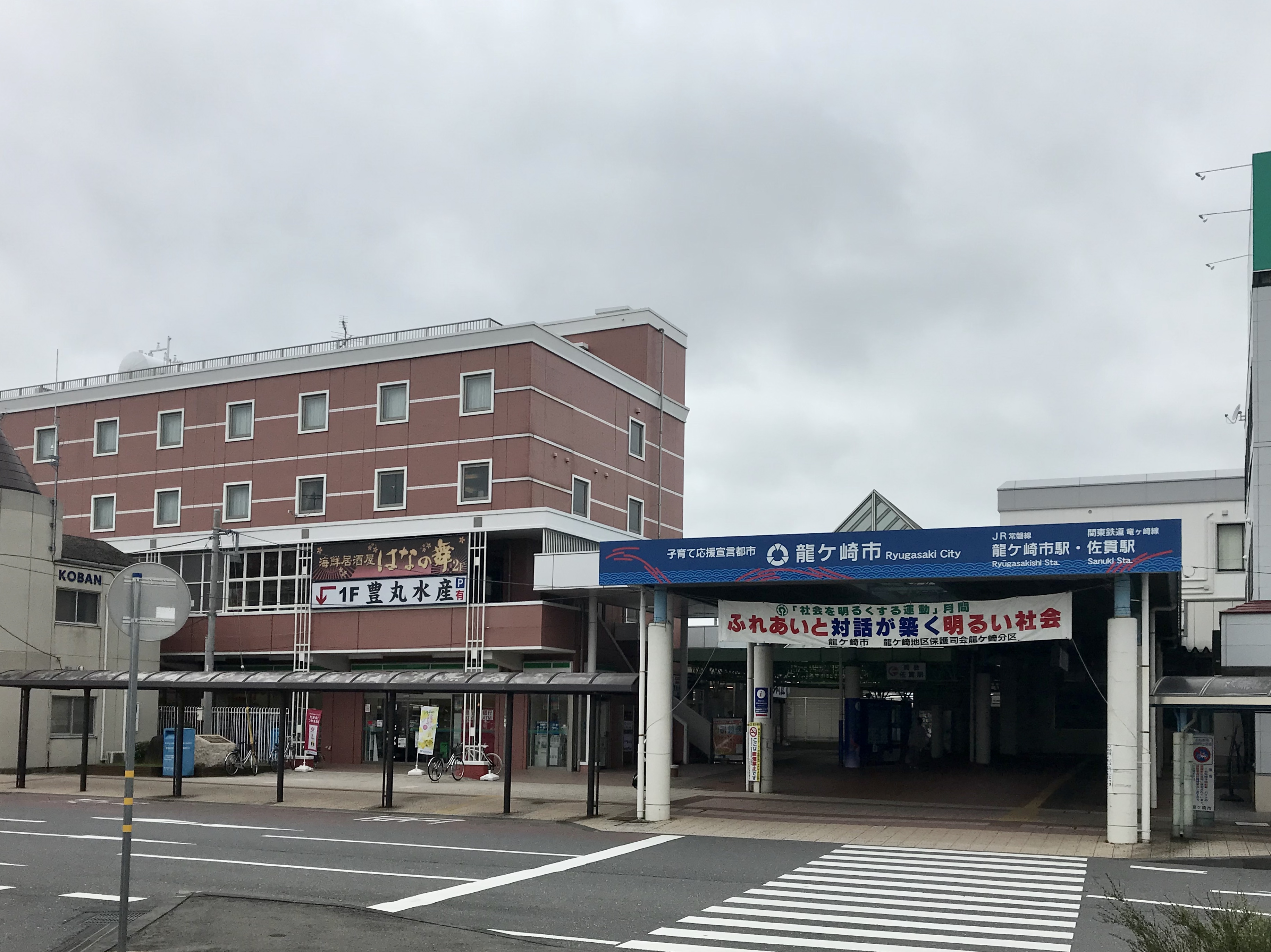
竜ヶ崎ニュータウンの玄関口「龍ケ崎市駅」

### 路線バス
関東鉄道
始発地の発車時刻が午前8時から午後5時までの一般路線バスは、龍ケ崎市内での利用に限って運賃の上限が210円となる（昼間割引）。
- 龍ケ崎市駅〜ニュータウン長山

龍ケ崎市駅と松葉・長山地区とを結ぶ。
- 龍ケ崎市駅〜ニュータウン久保台

龍ケ崎市駅と小柴・中根台・久保台地区を結ぶ。
- 龍ケ崎市駅〜平台入口〜ニュータウン龍ヶ岡（白羽一丁目）

龍ケ崎市駅と平台・小柴・中根台・久保台・藤ヶ丘・中里・城ノ内・白羽地区を結ぶ。
- 龍ケ崎市駅〜総合運動公園

龍ケ崎市駅と小柴・中根台・久保台・藤ヶ丘・松ヶ丘・中里地区を結ぶ。
- 龍ケ崎市駅→竜ヶ崎ニュータウン中央→ニュータウン龍ヶ岡（白羽一丁目）

龍ケ崎市駅と松葉・小柴・中根台・久保台・藤ヶ丘・中里・城ノ内・白羽地区を結ぶ。上記4路線の最終後に運行される。平日は深夜バス（割増運賃）の扱い。
- 竜ヶ崎駅〜龍ケ崎済生会病院〜江戸崎

竜ヶ崎駅と江戸崎を結ぶ。城ノ内・中里・白羽地区を経由する。
- 牛久駅〜ニュータウン長山

牛久駅と長山地区を結ぶ。
土浦駅・つくばセンターと成田空港を結ぶ。久保台地区に位置する「竜ヶ崎ニュータウン」停留所（一般路線「久保台」停留所）を経由する。

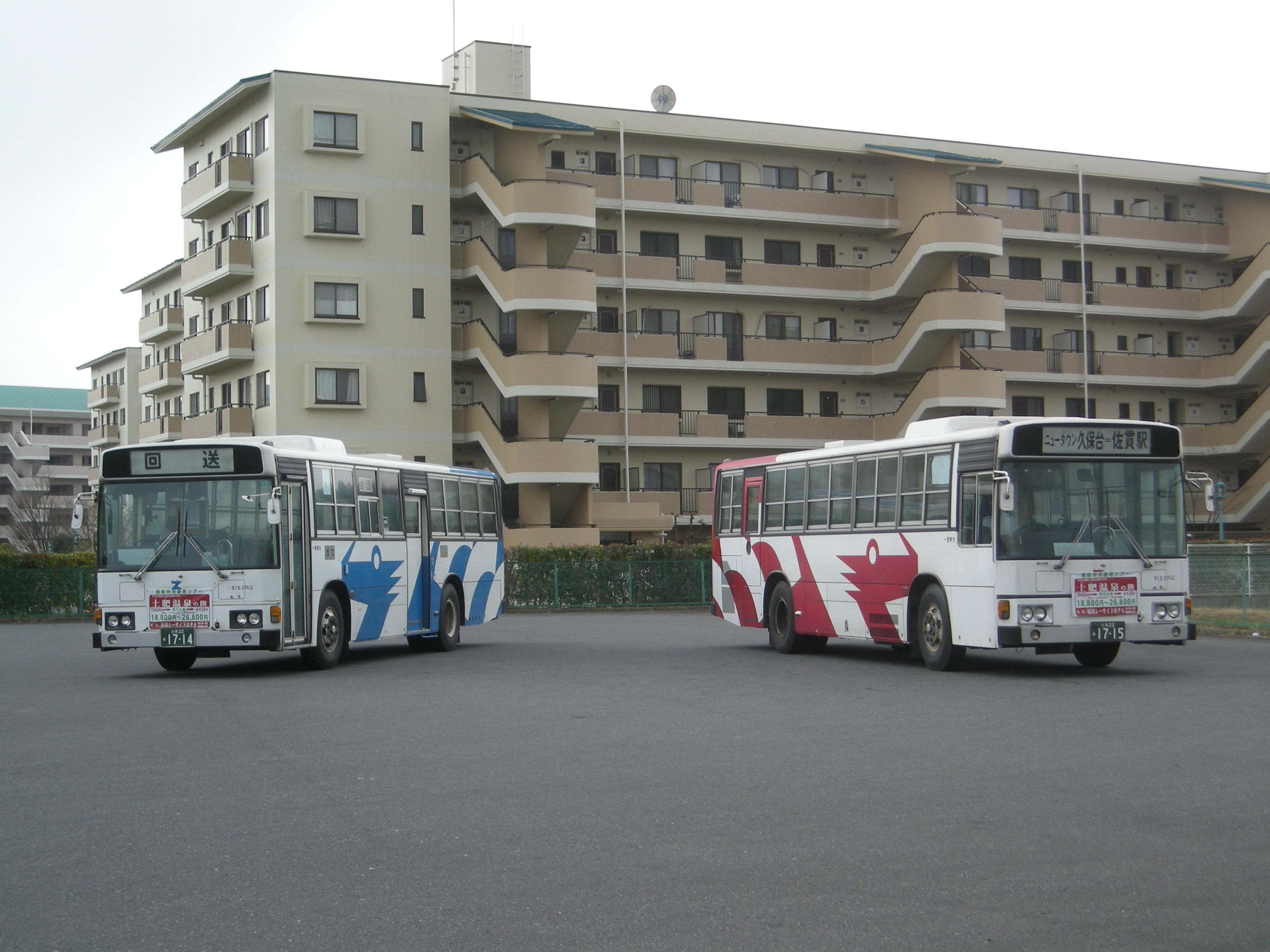
関東鉄道の路線バス （竜ヶ崎ニュータウンとのタイアップカラー）

JRバス関東
- ［土浦リレー号（深夜バス）］取手駅西口→龍ケ崎市駅→ニュータウン中央→土浦駅東口

取手駅西口から土浦駅東口を結ぶ。松葉・長山地区を経由する。常磐快速線下り取手行きの終電（上野0:23発）に接続。
関鉄観光バス
- ［急行わかば号］竜ヶ崎駅・久保台一丁目〜茨城県運転免許センター

竜ヶ崎駅と茨城県運転免許センターを結ぶ。久保台地区を経由する。
この他に、龍ケ崎市コミュニティバス（龍・ゆうバス、龍ぐうバス）も運行される。

## 教育施設

### 幼稚園・保育園
- ときわ保育園
- 富士見幼稚園
- 北竜台ふたば文化幼稚園
- 学校法人龍ヶ岡ちゅうりっぷ学園愛友幼稚園・保育園
- しらはね保育園
- 龍ケ崎市立八原保育所

### 小学校
- 龍ケ崎市立長山小学校
- 龍ケ崎市立松葉小学校
- 龍ケ崎市立馴馬台小学校
- 龍ケ崎市立久保台小学校
- 龍ケ崎市立八原小学校
- 龍ケ崎市立城ノ内小学校

### 中学校
- 龍ケ崎市立長山中学校
- 龍ケ崎市立中根台中学校
- 龍ケ崎市立城ノ内中学校